# Parish (Schottland)
Parishes bildeten in Schottland die Ebene der Gemeinden. Historisch entwickelten sie sich aus den gleichnamigen kirchlichen Verwaltungseinheiten, den Pfarreien. Nach deren Trennung wurde zur Unterscheidung der Begriff Civil Parish, abgekürzt CP, gebräuchlich. Im Zuge einer 1929 beschlossenen Verwaltungsreform wurden die ihnen zugewiesenen Aufgaben auf eine höhere Ebene verlagert, die gewählten Leitungsgremien aufgelöst. Fortan dienten sie nur noch verwaltungsinternen und statistischen Zwecken, 1975 wurden die Parishes endgültig abgeschafft. Die zugleich eingeführten Community Council Areas sind ihre Nachfolger, haben aber eine deutlich schwächere Stellung.

## Geschichte
Wie auch in den anderen Teilen des Vereinigten Königreiches wurden bereits im Mittelalter im damals noch eigenständigen Schottland die Pfarrgemeinden (englisch Parishes) als kirchliche Einheiten zugleich mit der Übernahme von weltlichen Aufgaben betraut. Zunächst waren es diejenigen der römisch-katholischen Kirche, im Zuge der Reformation Ende des 17. Jahrhunderts wurden es die der Church of Scotland. Zu diesem Zeitpunkt bestanden um die 900 Parishes. 
Die Trennung zwischen Kirche und Staat vollzog sich in zwei wesentlichen Schritten. Im Laufe der beginnenden Industrialisierung kam es zu Bevölkerungsverschiebungen, aufgrund derer die Abgrenzung der Parishes nicht mehr den Bedürfnissen der Kirchenverwaltung entsprach. Da die Parishes eine Doppelfunktion hatten, musste die Church of Scotland für beabsichtigte Änderungen jeweils die Genehmigung der Regierung einholen. Mit dem New Parishes (Scotland) Act von 1844 erhielt die Kirche nun die Möglichkeit, eigenständig Umgliederungen vorzunehmen, das Jahr 1845 wird daher als Entstehungsjahr der Parishes als staatliche Verwaltungseinheit angesehen. Es entwickelten sich in der Folge für die Parishes die Zusätze quoad sacra (nur kirchlich), quoad civilia (nur staatlich) und quaod omnia (sowohl als auch).
Mit dem Local Government (Scotland) Act von 1894 wurde in den Parishes das bis dahin aus einer Kombination von Grundbesitzern, Vertretern der Kirchengemeinde und teilweise aus dem Kreise der steuerzahlenden Bevölkerung gewählten Mitgliedern gebildete Leitungsgremium, das Parochial Board, ersetzt durch einen von der Bevölkerung in dreijährigem Turnus gewählten Gemeinderat, den Parish Council. Einen Bürgermeister gab es nicht, stattdessen wurde das Gremium von einem aus den eigenen Reihen für jeweils ein Jahr gewählten Vorsitzenden (Chairman) geleitet. Als übergeordnete Aufsichtsbehörde wurde zugleich ein Local Government Board installiert.
Nicht deckungsgleich waren die Grenzen der Parishes mit denen der Burghs, also den mit Stadt- und Marktrecht versehenen Gemeinwesen, die einen eigenen Magistrat und erweiterte Rechte hatten. Noch komplizierter wurde die Situation mit der Entwicklung der Police Burghs ab 1833. Sie entstanden nicht nur in bisher nichtstädtischen Gebieten, sondern konnten auch von bereits bestehenden Burghs als zusätzlicher Status mit anderem räumlichen Umfang angenommen werden. 
Da das System der Parishes unabhängig von den Grafschaften entstanden war, gab es auch hier territoriale Überschneidungen. Nachdem der Local Government (Scotland) Act von 1889 festgelegt hatte, dass Grenzkommissionen (englisch Boundary Commissions) einzurichten seien, welche die Grenzziehungen auf ihre Sinnhaftigkeit zu überprüfen und Korrekturen vorzunehmen hätten, kam es hier insbesondere in den 1890er Jahren zu ausgedehnten Bereinigungen, Zusammenlegungen und Aufteilungen. Zu diesem Zeitpunkt waren 64 Parishes auf jeweils zwei dieser Counties aufgeteilt, bei Logie und Arngask waren es deren drei. Bei dieser Gelegenheit wurden auch verbreitet vorhandene Enklaven und Exklaven beseitigt.
Als exemplarisch kann hier die Situation des genannten Logies angeführt werden, das sich 1888 auf die Grafschaften Clackmannan, Perth und Stirling aufteilte und zugleich Teile der Burghs Bridge of Allan und Stirling umfasste.

## Aufgaben
Zu den frühen Aufgaben der Parishes gehörten, neben der Unterhaltung des lokalen Wegenetzes, insbesondere die Armenfürsorge. 1579 mussten sie zunächst Listen der in ihrem Bereich lebenden Bedürftigen erstellen, 1597 wurde ihnen deren Unterstützung übertragen. Dieses System stieß ab den 1840er Jahren an seine Grenzen, bedingt durch eine starke Zunahme der Bedürftigen, aber auch durch die  sogenannte „disruption“, die Abspaltung der Free Church of Scotland 1843, und den damit einhergehenden Verlust an Pfarrern, die es hätten organisieren können. Durch den Scottish Poor Law Act von 1845 wurden erstmals Leitungsgremien, die Parochial Boards eingeführt. Anders als in England und Wales war die Errichtung von Arbeitshäusern nicht verpflichtend und zudem auf Parishes oder Verbände hiervon mit mindestens 5000 Einwohnern beschränkt. Zudem konnten die Boards beschließen, eine lokale Steuer zur Finanzierung der Bedürftigen einzuführen. Sofern dies aber umgesetzt wurde, erhielt der besteuerte Teil Bevölkerung das Recht, Mitglieder in das Parochial Board zu wählen. Von den damals 880 Parishes machten bis 1853 von dieser Möglichkeit 680 Gebrauch. Entlastet wurden die Parishes ab 1872, weil die von ihnen betriebenen Schulen vom Staat übernommen wurden.
Sukzessive kamen im Laufe der Jahre weitere Aufgabenbereiche hinzu oder wurden wieder auf andere Ebenen verlagert. Manche waren freiwillig wie beispielsweise die Einrichtung und Betrieb von Bibliotheken, Freizeitanlagen, öffentlichen Bädern oder Schrebergärtenanlagen, andere verpflichtend, so etwa im Bereich der allgemeinen Gesundheitsvorsorge. Hier wären insbesondere der Public Health (Scotland) Act von 1867 und seine nachfolgenden Änderungen zu nennen. Gehörte ein Teil des Parish zu einem Police Burgh, so galt dies nur für den außerhalb dessen gelegenen Bereich. Hierfür wurde mit Ausschüssen (englisch Committees) gearbeitet, zusammengesetzt aus den in diesem Gebiet in den Parish Council gewählten Vertretern, die über die betreffenden Belange zu entscheiden hatten.

## Auflösung und weitere Entwicklung
Im Zuge des im Folgejahr in Kraft getretenen Local Government (Scotland) Act von 1929 wurden die Parish Councils aufgelöst. Die Städte wurden, je nach Größe, in Small Burghs und Large Burghs unterteilt und erhielten für den innerhalb des Stadtgebietes gelegenen Bereich des Parishes auch einen Teil von dessen Zuständigkeiten übertragen. In den übrigen Gebieten, im Gesetz als landward bezeichnet, gingen diese auf übergeordnete Einheiten, die Verwaltungsgrafschaften und Districts, über.
Die Parishes selbst blieben erhalten, allerdings nur als verwaltungsinterne Einheiten. So wurden etwa die Valution Rolls, eine Art erweitertes, jährlich aktualisiertes Grundbuch, weiterhin auf der Basis von Parishes geführt, ebenso Einträge in Denkmalschutzregister wie etwa die Listen der Listed Buildings oder der Scheduled Monuments. Parishes dienten auch als Basis für die Einteilung von Wahlbezirken.
1975 wurden die Parishes endgültig aufgelöst. Mit dem Local Government (Scotland) Act von 1973 wurden die übergeordneten Verwaltungseinheiten – damals die Districts, nach einer Verwaltungsreform seit 1996 die Council Areas – verpflichtet, in ihren Gebieten Regularien für die Installation von Gemeinderäten (Community Councils) aufzustellen und entsprechende Gebiete, die Community Council Areas, abzugrenzen. Sie sind als Nachfolger der Parishes anzusehen, haben aber eine deutlich schwächere Stellung.
Als statistische Einheiten sind die Parishes weiterhin existent. So bietet die für die Durchführung der alle zehn Jahre stattfindenden Volkszählung zuständige Behörde National Records of Scotland auch für 2011 eine Ausweisung der Bevölkerung nach Parishes. Hier sind es deren 871, von denen aber einige, mit einer geringen Bevölkerungszahl, bei einem benachbarten mit eingerechnet werden. Es finden sich auch andere Zahlen, etwa für die Ahnenforschung. Die schottische Regierung führt eine Codierungsliste mit 891 Agricultural Parishes, unter anderem für Fördermittel der Europäischen Union.
Hatte sich die britische Regierung 1973 noch an den bestehenden Strukturen orientiert und Parishes einzeln oder als Teil größerer Einheiten umgruppiert, so wich sie 1996 teilweise hiervon ab. Seither sind in einigen der Council Areas die heutigen Verwaltungsgrenzen nicht mehr deckungsgleich mit denen der Parishes.

## Parishes als Grundlage der Statistical Accounts
Die „Statistical Accounts of Scotland“, drei geographisch-historisch-statistische Reihen aus den 1790er Jahren, der Mitte des 18. sowie der ersten Hälfte des 20. Jahrhunderts, sind nach Parishes aufgegliedert. Sie umfassen jeweils mehrere Bände und gelten aufgrund ihrer formalisierten, ausführlichen Beschreibungen der einzelnen Gemeinden als wegweisende landeskundliche Werke.

### Gesetzestexte
- New Parishes (Scotland) Act 1844 auf dem Gesetzesserver der britischen Regierung (englisch)
- Poor Law Act (1845) auf einer Website zu den Arbeitshäusern im Vereinigten Königreich (englisch)
- The law relating to public health: being the Public Health (Scotland) Act, 1867, and Amending Acts of 1871, 1875, and 1882 im Internet Archive (englisch)
- Local Government (Scotland) Act 1894 auf dem Gesetzesserver der britischen Regierung (englisch)
- Local Government (Scotland) Act 1929 auf dem Gesetzesserver der britischen Regierung (englisch)